# Thomson (Georgia)
Thomson település az Amerikai Egyesült Államok Georgia államában, McDuffie megyében, melynek megyeszékhelye is. Lakosainak száma 6814 fő (2020. április 1.).

## Népesség
A település népességének változása:

| 2010 | 6 778 |
| 2020 | 6 814 |